# Антон Краљић
Антон Краљић (Загреб, 4. јун 1933) је српски уметник.

## Биографија
Рођен је 4. јуна 1933. године у Загребу. Завршио је Факултет ликовних уметности Универзитета уметности у Београду и специјални течај у класи професора Илије Коларовића. Самостално је излагао скулптуре у Београду 1961. и 1969. и Ротердаму 1973. године. Излагао је на групним изложбама Удружења ликовних уметника Србије 1957—1977. и 1980—1975, изложби „НОБ у делима ликовних уметника Југославије” у Београду 1961. и 1966, изложби „Скулптура у слободном простору” и Октобарском салону 1962—1972, изложби скулптуре у Словењ Градцу 1962. и „Фигуративна скулптура младих” 1965. Добитник је награде „Златно длето” од Удружења ликовних уметника Србије 1964. године.